# 欧洲航天局科学计划
欧洲空间局的科学计划（Science Programme）是一项长期的空间科学和太空探索任务规划，由该机构科学理事会管理，通过制定各十年期航天计划，资助欧洲航天机构和其它组织所开发、发射和运营的任务。首期“地平线 2000”计划在1985年至1995年间推动了包括四项“奠基石任务”—太阳和太阳圈探测器及星簇2号卫星、X射线多镜面牛顿卫星、罗塞塔号和赫歇尔空间天文台等在内的八项任务的开发；第二期“地平线 2000+”计划，在1995年至2005年期间促进了“盖亚任务、激光干涉空间天线开路者号和贝皮可伦坡号的开发；当前的第三期“宇宙愿景”计划，自2005 年来，已资助了十项任务的开发，其中包括三项旗舰任务：木星冰月探测器、先进高能天体物理学望远镜和激光干涉空间天线。目前正在规划即将推出的第四期“远航 2050”计划。另外 ，在科学计划中，还有与欧洲以外航天机构和组织的合作，如与美国宇航局的“卡西尼-惠更斯号”和中国国家航天局的微笑计划项目。

## 管理
科学计划由欧洲空间局 (ESA) 科学理事会管理，其目标包括提升欧洲在太空科学领域的地位、促进技术创新以及维护欧洲太空基础设施，如发射服务和航天器运营，为欧空局强制性计划之一，所有欧空局成员国都必须参与，并按照国民生产净值的比例缴纳一定的会费，以确保该计划及其任务的长期财务安全。该计划的制订过程采用“自下而上”的结构，欧洲科学界可通过咨询机构引导计划的方向。这些机构向总干事和科学部主任提出有关该计划的建议，并可将建议独立报告给欧空局的科学计划委员会（SPC）—整个计划的管理机构。该计划目前的咨询结构由天文学工作组 (AWG) 和太阳系与探索工作组 (SSEWG) 组成，他们向高级空间科学咨询委员会 (SSAC) 报告，该委员会则向该机构的董事会报告。咨询机构的成员资格为期三年，天文学工作组和太阳系与探索工作组的主席也是高级空间科学咨询委员会的成员。另外，还可设立特设咨询小组，就某些任务提案或规划周期的制定提供咨询意见。
该计划中的任务是从欧洲科学界成员向欧空局提交的提案中竞选评出，在每次竞选中，欧空局都会概述提案需要满足的各类任务评审标准，它们分别是“L”级大型任务、“M”级中型任务、“S”级小型任务和“F”级快速任务，每类任务都有不同的预算上限和实施时间表。参选提案随后由天文学工作组、太阳系与探索工作组、欧空局工程师和所有相关的特设工作组进行审查，作为“第 0 阶段”可行性研究的一部分。对需要开发新技术的任务，会在研发期间由欧洲空间研究与技术中心的并行测试部门进行审查。研究结束后，在“A 阶段”最多选出三项入围提案，并为每项候选任务制定初步设计。然后，科学计划委员会就哪项提案进入“B”到“F”阶段作出最终决定，包括任务中所用航天器的开发、建造、发射和处置。在 A 阶段，每项候选任务会分配两个相互竞争的承建商来建造航天器，并在 B 阶段选择获选任务的承建商。

## 历史

### 背景
欧洲空间局成立于1975年5月，由欧洲空间研究组织(ESRO)和欧洲发射装置发展组织(ELDO)合并而成。1970年，欧洲空间研究组织的发射计划管理咨询委员会 (LPAC) 决定不执行当时认为超出该组织预算和能力的天文学或行星探测任务，这意味着所有大型科学任务必须要与其他政府航天机构和组织进行合作。1980年，这一政策得到有效改变，时任欧空局科学部主任恩斯特·特伦德伦伯格（Ernst Trendelenburg）和新成立的决策机构—科学计划委员会 (SPC) 决定选择发射飞越哈雷彗星的“乔托号”侦测任务和“依巴谷”天体测量任务，加上1983年3月选定的国际紫外线探测天文台，成为三项首次用阿丽亚娜空间运载火箭发射的欧洲探索任务，自此使欧洲拥有了自主的发射服务。除此之外 ，缺乏长期科学任务计划，以及美国宇航局在国际合作的太阳极地任务（后命名为“尤利西斯号”）预算挫折，刺激了长期科学计划的发展。通过该计划，欧空局可在更长时间内独立于其他机构和组织持续地规划任务。欧空局科学理事会的决策和咨询结构在该计划成立之前就立即发生了改革。20世纪70年代，欧空局科学咨询委员会（SAC）接替了发射计划管理咨询委员会 (LPAC)，就所有科学问题向总干事提供咨询，天文工作组（AWG）和太阳系工作组（SSWG）也直接向总干事报告。20世纪80年代初，欧空局科学咨询委员会（SAC）被空间科学咨询委员会 (SSAC) 取代，后者的任务是向科学部主任报告天文学工作组和太阳系工作组的发展情况。此外，前欧空局科学咨询委员会主席罗杰-莫里斯·博内特（Roger-Maurice Bonnet）于1983年5月接替特伦德伦伯格担任科学部主任。

### 地平线 2000

#### 阐述
1983年11月和12月，欧空局根据博内特于1983年底向科学计划委员会提交的社会驱动计划的构想，首次向欧洲科学界公开征集任务提案。这次征集共产生了68项提案，其中30项属于天文学领域，34项为太阳物理学领域，还有4项其它领域的概念。并从空间科学咨询委员会、欧洲核子研究中心、欧洲科学基金会、欧洲南方天文台和国际天文学联合会等机构召集相关成员，组建了一个由时任荷兰空间研究所主管约翰·布雷克(Johan-Bulek)领导的临时“调查委员会”，专门审查提交的提案。在整个1984年初，调查委员会为一系列任务制定了计划，这些任务划分为三类—实施时间较长，需要两年预算的“奠基石”级任务；需一个年度预算的中型任务和只花费半年度预算的小型任务。1984年，科学计划的预算为每年1.3亿欧洲货币单位，并建议在1991年之前每年增加7%，届时预算将固定为每年2亿欧洲货币单位。中型和小型类项目稍后将合并为一个中型类项目，代表花费一半预算的任务。这一类别在内部被称为“蓝色任务”，以它们在公开计划图表中被蓝框表示而命名。该计划最初三项奠基石项目都各自针对某一特定的科学领域，参选提案需致力于填补这一领域，而中型任务的目标则有待于与任务提案一起进行竞选。选定的奠基石项目是彗星采样返回任务、X射线光谱学任务和亚毫米天文学任务。因财务和技术不足而未选定的基础目标，但调查委员会称具有地平线 2000 计划外机会的项目有太阳探测器、火星探测车和二维干涉测量任务。
1984年6月，调查委员会在威尼斯大聖喬治島召开了最后一次会议，会上向时任欧空局总干事埃里克·奎斯特加德（Erik Quistgaard）和欧洲科学界主要成员提交了“地平线2000”计划。该计划的广义目标是扩大科学知识，将欧洲建立为空间科学的发展中心，为欧洲科学界提供机会，并促进太空技术产业的创新。会议通过了太阳系工作组提出的第四号奠基石项目—日地科学计划（STSP），该计划由太阳和日光层观测站和星团卫星提案组成，成为地平线2000计划下首批选中发射的任务。1985年,奎斯特加德在罗马举行的部长理事会上提出了地平线2000计划并获得批准。到1989年，预算每年只增加5%，而不是要求到1991年达到的7%，这只够为地平线2000目标提供约一半的资金。但1990年海牙部长理事会批准将5%的年增长率延长至1994年，这使得所有地平线2000任务都能获得全额资金。

#### 实施

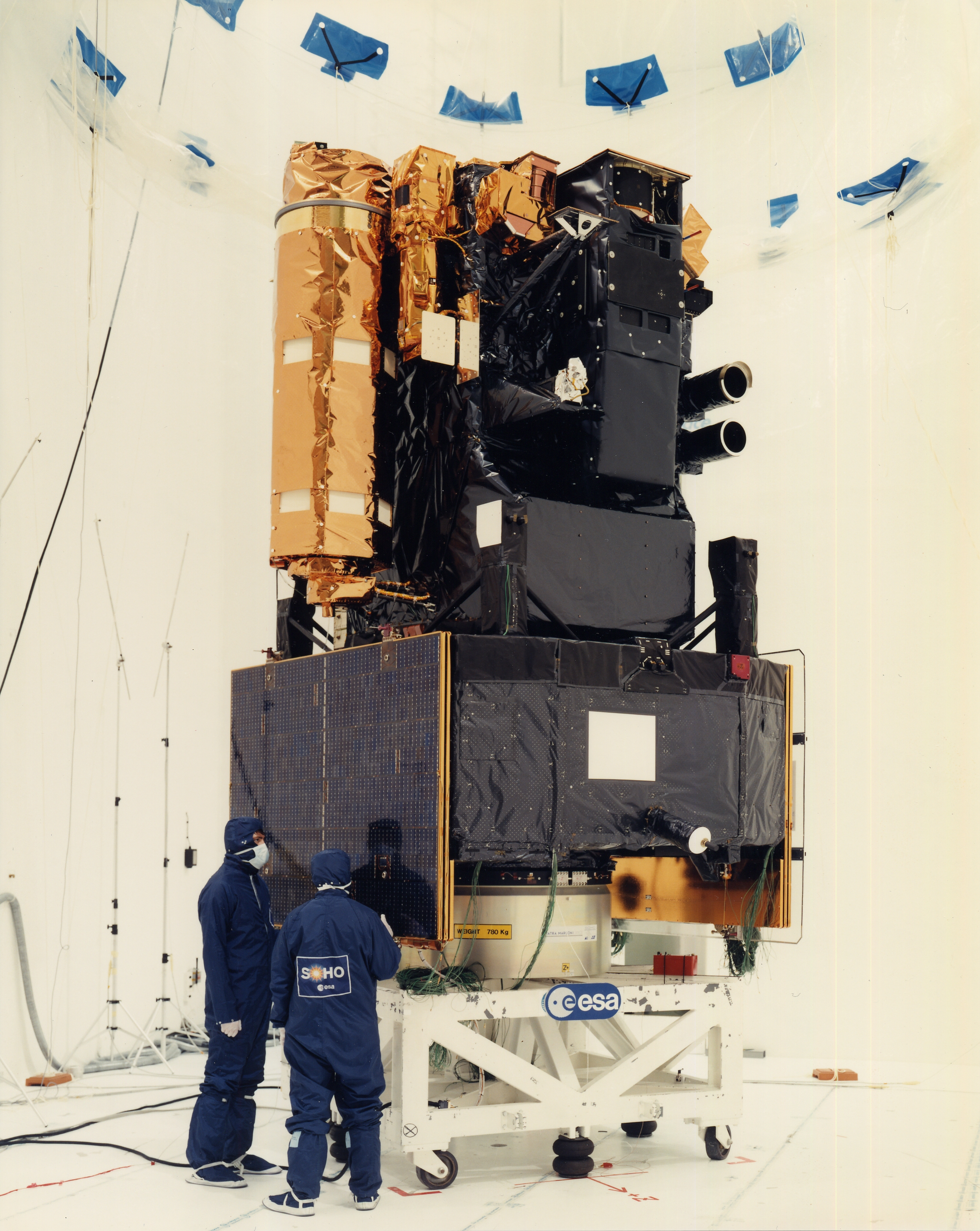
选择的太阳和日光层观测站（如图）和星簇卫星在开发初期就因资金问题而受到挑战。

1985年6月，欧空局在灵比举办的一次研究会上，X射线多镜面任务（XMM）被列为X射线光谱学奠基石任务，该任务是一台由12架低能望远镜和7架高能望远镜组成的空间天文台。但受客观条件限制，到1987年，任务有效载荷整体削减至7台望远镜。虽然欧洲X射线天文台卫星（EXOSAT）的成功启发了任务规划者通过将航天器发射到高偏心轨道来提高任务观测效率，可使航天器的有效载荷减少到最终设计的三架大型望远镜—每架望远镜的反射面积为1500厘米2。到1986年，预计第四号奠基石项目—日地科学计划的成本将超出所分配的4亿欧洲货币单位预算。在1986年2月的一次会议上，科学计划委员会被告知有可能取消该奠基石项目，以便转为在太阳和日光层天文台、星簇卫星和开普勒火星轨道器提案中选择一项中型任务，这在空间科学咨询委员会成员中得到了普遍的支持。而一个月前发生的挑战者号航天飞机灾难对该计划产生了极大的负面影响，因为太阳和日光层天文台原计划搭载在航天飞机上发射升空。尽管如此，通过简化太阳和日光层天文台，以及将星团卫星减少为三颗，太阳系工作组、空间科学咨询委员会和科学计划委员会还是坚持了对日地科学计划项目的承诺。1986年10月与美国宇航局达成的一项合作协议，进一步降低了任务的成本—美国宇航局将提供测试、发射服务和卫星操作，并提供各类科学仪器，同时取消自已的赤道任务，转而使用搭载了美国探测仪器的第四颗星簇卫星。
第一次中级飞行任务是1982年欧空局在地平线2000计划前，从提交的提案中选出的，一艘由一组美国和欧洲科学家提出的搭载在美国卡西尼号航天器上的土卫六探测器，并与美国-欧洲联合的莱曼紫外线天文学卫星和魁煞甚长基线干涉天文台一起成为最终入围者。欧洲-苏联联合的维斯塔小行星多次飞越任务和格拉斯普伽马射线天文台也参加了评选，但被天文学工作组和太阳系工作组拒绝。挑战者号失事导致的预算削减迫使美国宇航局撤消了对莱曼和魁煞项目的支持。1988年11月，科学计划委员会选择了土卫六探测器，根据会上瑞士天文学家的建议，该探测器更名为惠更斯号，以纪念在1655年发现了土卫六的克里斯蒂安·惠更斯。
在1989年6月的第二次中级任务竞选中，美国和欧洲机构联合提出了国际伽玛射线天体物理实验室，一台结合了格拉斯普与美国核天体物理探测器（NAE）功能的伽马射线天文台。美国核天体物理探测器在当年美国宇航局探索者计划评选中落败，但美国宇航局支持这一提案，俄罗斯科学院后来曾提出用质子运载火箭发射它，以换取对该探测器的观测时间。尽管很担心美国宇航局对该任务的承诺及资金来源，但在1993年6月，科学计划委员会还是选择了国际伽玛射线天体物理实验室项目，并由美国宇航局提供深空网络服务和一台光谱仪。作为回应，美国宇航局不通过竞选，直接将国际伽玛射线天体物理实验室项目列为探索者计划任务。对于这一点，加上对为此次任务所设计光谱仪灵敏度的担忧，在美国宇航局的咨询机构中引起了争议。1994年9月，欧空局和美国航天局以缺乏财政支持为由，决定终止美国航天局在光谱仪方面的合作，法国国家太空研究中心迅速承担了财政负担，并主导了新光谱仪的设计和制造。
1993年11月，罗塞塔号和“福斯特号”入选为第三和第四次奠基石任务，后一任务最终被重命名为赫歇尔空间天文台。1996年7月，宇宙背景辐射各向异性卫星和背景各向异性测量（COBRAS/SAMBA）后改名为普朗克卫星，被选为第三次中型任务。截至2016年12月，地平线2000任务中尚有四项（包括三项奠基石任务和一个中型任务）仍在运行。

### 地平线 2000+

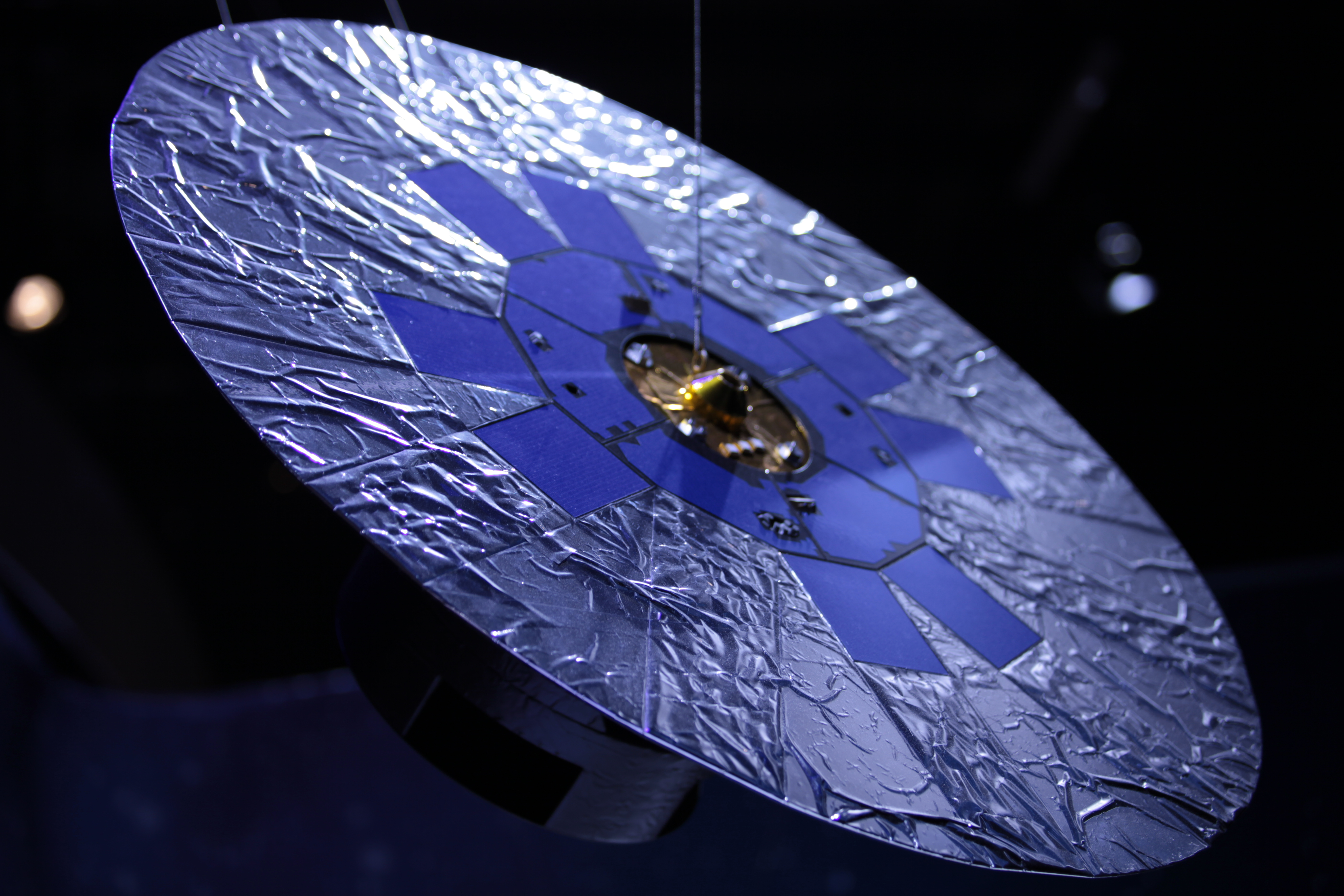
盖亚天体测量任务是作为地平线2000+计划发射的三项任务之一。

“地平线2000+”是地平线2000计划的延续，为上世纪90年代中期制定的1995年至2015年期间执行的任务计划。它包括了另外两项奠基石级任务，即2013年发射的星际测绘任务盖亚号和2018年发射的贝皮可伦坡号水星探测任务，以及将于2015年发射，以测试未来激光干涉空间天线（莉莎号）的技术演示卫星激光干涉空间天线开路者号，
“地平线2000”和“地平线2000+”计划下的所有任务都取得了成功，只有1996年发射的星簇卫星因火箭爆炸而被毁，但在2000年成功建造并发射了替代的星簇2号卫星。

### 宇宙愿景
宇宙愿景2015-2025是欧空局空间科学任务规划的当前长期计划，最初的构想和概念征集发起于2004年，随后在巴黎举办了一次研讨会，探讨在天文学和天体物理学、太阳系探索和基础物理学等更广泛领域内更全面地定义宇宙愿景的主题。到2006年初，围绕以下4项关键问题制定了10年计划：
- 行星形成和生命出现的条件为何？
- 太阳系如何运行？
- 宇宙基本物理定律为何？
- 宇宙如何起源以及由何组成？

2007年3月，正式发布了任务构想征集，共收到19项天体物理学、12项基础物理学和19项太阳系任务建议。

#### 大型
大型（L级）飞行任务最初打算与其他合作伙伴联合实施，欧空局设定的费用不超过9亿欧元。然而，在2011年4月，很明显，美国的预算压力意味着在第一项大型任务上不太可能与美国宇航局取得合作。因此，接下来的选择被迫推迟，任务范围重新确定为由欧空局主导，国际参与有限。宇宙愿景计划共选择了三项大型任务，分别为：计划于2023年发射的木星和木卫三轨道飞行器“果汁号”；2034年发射X射线天文台“雅典娜号”以及 2037年发射的太空引力波观测台“莉莎号”。

#### 中型

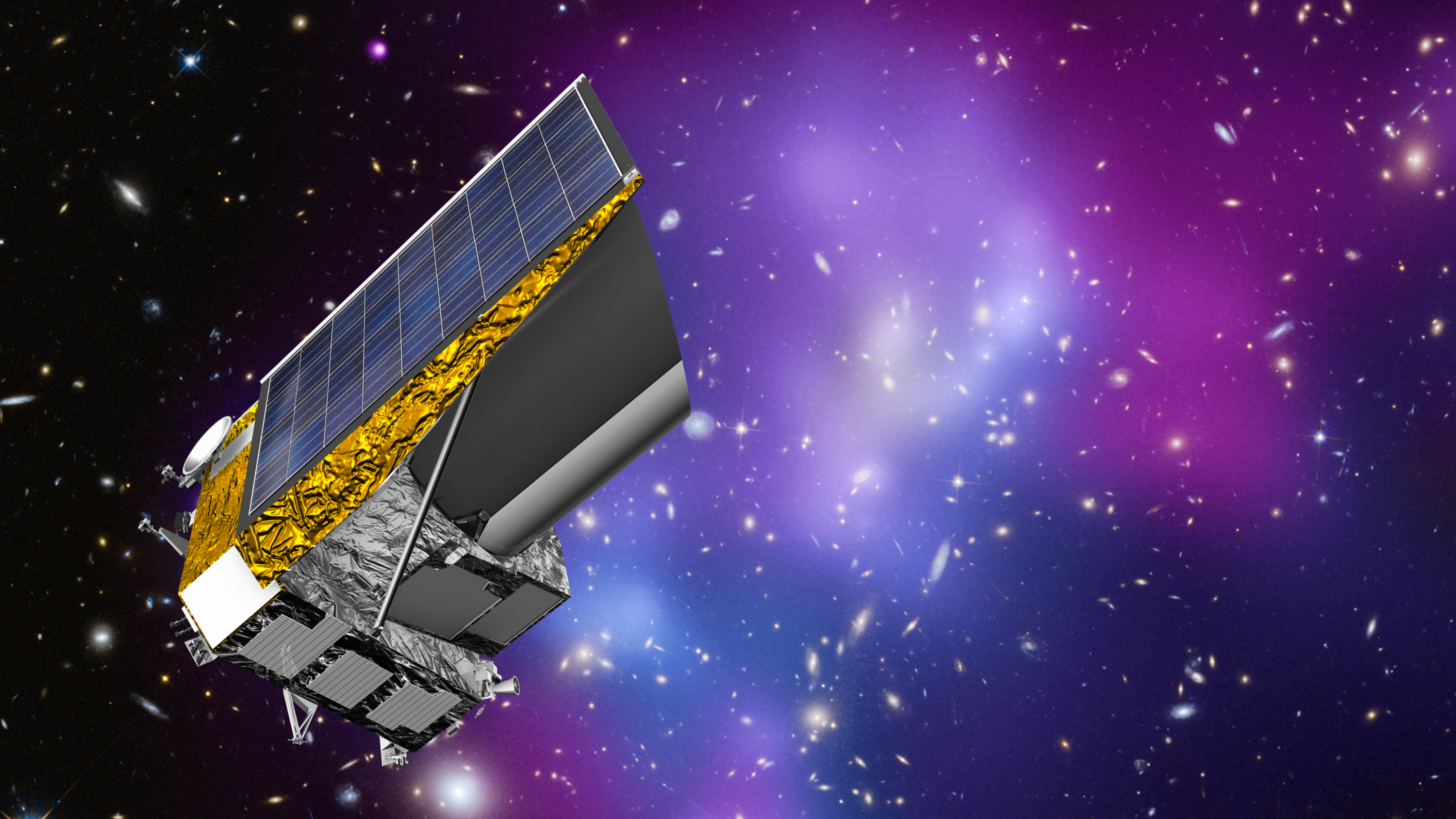
计划作为第二项宇宙愿景中级任务发射的“欧几里得”近红外天文台。

中级（M级）任务是相对独立的项目，成本上限约为5亿欧元。前两项中级任务：近距离太阳观测的太阳物理学轨道飞行器任务和旨在研究暗能量及暗物质的“欧几里德”可见光-近红外太空望远镜任务于2011年10月选出。2014年2月19日，寻找系外行星并测量恒星振荡的“柏拉图号”一举击败回声号(EChO)、阁楼号(LOFT)、马可波罗-R(MarcoPolo-R)和时空探索者与量子等效原理空间测试(STE-QUEST)等空间探测计划，成为第三项中级任务。2015年3月，在对第四次中级飞行任务提案作初步筛选后，6月4日公布了三项入选进一步研究的候选任务名单：雷神号等离子体天文台、西佩号X射线天文台和系外行星大气红外遥感大调查卫星爱丽儿号。最终，通过观测附近系外行星凌日来确定其化学成分和物理条件的爱丽儿号空间天文台，在2018年3月20日被宣布中选第四项中级任务。第五项中级任务角逐于2021年6月结束，获胜的展望号金星轨道器将在2031发射升空。斯皮卡号远红外天文台和忒修斯号伽马射线望远镜是此次参选中的另外两项提案。

#### 小型
欧空局的小型飞行任务（S级）预算不超过5000万欧元，2012年3月发布了第一次任务提案征集公告，获选的提案需要在2017年前完成发射准备，此次征告收到约70份意向书。基奥普斯号是一项通过光度测量搜索系外行星的任务，2012年10月被选为第一项S级任务，将于2019年秋季发射；2015年6月，欧空局与中国科学院联合开展的地球磁层圈和太阳风交互作用研究项目—微笑任务，从13项竞选提案中脱颖而出，
成为第二项S级任务，截至2021年4月，微笑计划将定于2024年11月发射。

#### 快速型
在2018年5月16日的欧空局科学计划委员会 (SPC) 研讨会上，提出了创建一系列特殊机会的快速级（F 级）任务。 从第四号中级任务开始，这些快速级任务将与每次的中级任务一起联合发射，并将侧重于“创新实施”，以扩大任务涵盖的科学主题范围。但将快速级任务纳入宇宙愿景计划需要增加科学预算。快速级任务从选择到发射必须在十年时间之内，且重量不超过1000公斤。2019年6月，选出了首个快速级任务-彗星拦截器。

#### 机会任务
有时，欧空局会资助其它航天机构主持的太空任务。机会任务能让欧空局科学界以相对较低的成本参与合作伙伴主导的任务，设定的成本上限为5000万欧元。欧空局的机会任务包括对日出号、虹膜号、显微镜号、普罗巴3号、X射线成像和光谱学任务（XRISM）、火星太空生物、爱因斯坦探针卫星和火星卫星探测器的资助。对日本宇宙航空研究开发机构的斯皮卡号（宇宙和天体物理学太空红外望远镜）任务的资助虽被评估为宇宙愿景中的机会任务，但它不再在该框架内考虑，现已被列为第五号中级任务提案之一。

### 远航2050
欧空局科学计划的下一个十年期规划是“远航2050”，它将涵盖2035年至2050年的空间科学任务。该计划起始于2018年12月任命的高级委员会和2019年3月发表的白皮书公告。。
该计划目前预计有三项大型任务和六到七项中型任务，以及小型和机遇任务。2021年6月11日，高级委员会发布了远航2050计划，并为接下来的三大任务推荐了以下科学主题：
- 巨行星的卫星—探测拥有海洋的气体巨行星卫星的任务。
- 从温和的系外行星到银河系—描述系外行星特征或调查银河系形成历史的任务。
- 早期宇宙的新物理探测器—通过宇宙微波背景、引力波或其他基本天体物理现象来研究早期宇宙的任务。

## 任务
地平线2000
- 奠基石 1 – 太阳和日光层观测站，1995年12月发射，运行中 – 欧空局-美国宇航局为空间天气预报提供实时数据的联合太阳观测任务。
- 奠基石 1 – 星簇卫星，1996年6月发射，失败 – 使用四颗相同卫星研究行星磁层的地球观测任务，发射失败。
  - 重新发射– 星簇2号卫星，2000年7月和8月发射，运行中 – 成功完成任务接替。
- 奠基石 2 – X射线多镜面任务，1999年12月发射，运行中 –一架研究宇宙中所有范围X射线源的X射线空间望远镜。
- 奠基石 3 – 罗塞塔号，2004年3月发射，已完成 – 丘留莫夫－格拉西缅科彗星轨道器任务，研究彗星及其演化。
- 奠基石 4 – 赫歇尔空间天文台，2009年5月发射，已完成 –通用天文学红外太空观测任务。
- 中1号 – 惠更斯号，1997年10月发射，已完成 – “卡西尼-惠更斯号”任务的土卫六着陆器组件，首次登陆外太阳系星球。
- 中2号 – 国际伽玛射线天体物理实验室，2002年10月发射，运行中 – 伽马射线空间天文台，也可观测X射线和可见光波长。
- 中3号 – 普朗克卫星，2009年5月发射，已完成 – 绘制宇宙微波背景及其各向异性的宇宙学任务。

地平线 2000 +
- 第1次任务– 盖亚号，2013年12月发射，运行中 – 天体测量任务，测量银河系中超过十亿个天体的位置及距离。
- 第2次任务– 激光干涉空间天线开路者号，2015年12月发射，已完成 –演示宇宙愿景莉莎号引力波观测站技术的任务。
- 第3次任务– 贝皮可伦坡号，2018年10月发射，运行中 – 欧空局-日本宇宙航空研究开发机构联合水星侦测任务，使用两艘分别运行的独特探测器。

宇宙愿景
- 大1号 – 果汁号，2023年8月发射，2031年进入轨道。未来 – 木星轨道飞行器任务，重点研究四颗伽利略卫星木卫二、木卫三和木卫四。
- 大2号 – 雅典娜号，2034年发射，未来 – X射线空间观测任务，用于接替“X射线多镜面任务”望远镜。
- 大3号 – 莉莎号，2037年发射，未来 – 第一次专门的引力波太空观测任务。
- 中1号 – 太阳轨道器，2020年发射，运行中 –太阳观测任务，旨在在0.28天文单位的近日点对太阳进行遥感和原位研究。
- 中2号 – 欧几里得卫星，2023年初发射，未来 – 重点聚焦暗物质和暗能量的可见光和近红外太空观测任务。
- 中3号 – 柏拉图号，2026年发射，未来 – 类似太空观测任务的凌日系外行星巡天卫星，旨在发现和观测系外行星。
- 中4号 – 爱丽儿号，2029年发射，未来 – 研究已知系外行星大气层的红外太空天文台任务。
- 中5号 – 展望号，2031年发射，未来 – 金星测绘轨道飞行器任务[127]。
- 小1号 – 太阳和日光层观测站，2019年12月发射，运行中 –重点研究已知系外行星的空间望远镜任务。
- 小2号 – 微笑计划，2024年11月发射，未来 –欧空局与中国科学院联合执行的地球观测任务，研究地球磁层与太阳风之间的交互作用。
- 快1号 – 彗星拦截器，2029年发射，未来。

## 另请查看
- 欧空局计划和任务列表
- 太阳系探测器列表
- 空间望远镜列表